# Professor of Practice
Een Professor of Practice is gangbaar op buitenlandse universiteiten, maar relatief nieuw in het Nederlandse hoger onderwijs. Ze worden ook wel aangeduid met termen als: praktijkprofessoren of professoren van de (beroeps)praktijk. Gewoonlijk is deze positie voorbehouden aan mensen uit de praktijk die worden benoemd vanwege vaardigheden en expertise die zij in een niet-academische carrière hebben verworven.
De Professor of Practice moet een inspirerend rolmodel voor studenten zijn en zijn/haar praktijkervaring met enthousiasme op de studenten overbrengen. Ook zal hij/zij op onderzoeksgebied bijdragen aan de impact van onderzoek op de maatschappij en aan de toegepaste wetenschap.